# Orthotrichum truncatodentatum
Orthotrichum truncatodentatum är en bladmossart som beskrevs av C. Müller 1882. Orthotrichum truncatodentatum ingår i släktet hättemossor, och familjen Orthotrichaceae. Inga underarter finns listade i Catalogue of Life.